# 瓦西里夫卡 (貝雷濟夫卡市鎮)
50°18′33″N 28°21′56″E / 50.30917°N 28.36556°E
瓦西里夫卡（烏克蘭語：Василівка）是位於烏克蘭北部的村莊，由日托米爾州日托米爾區的貝雷濟夫卡市鎮負責管轄。該村始建於1939年，面積1.31平方公里，海拔高度224米，2001年人口299。